# Clarabella (песня)
«Clarabella» (рус. Кларабелла) — песня, написанная Фрэнком Пингатором и впервые опубликованная группой The Jodimars (образованной бывшими членами группы Bill Haley & His Comets) в виде сингла в ноябре 1956 года (с песней «Midnight» на стороне «Б»; лейбл Capitol Records). Это был пятый сингл группы; особой популярностью (как и другие синглы группы) он не пользовался.
Песня стала намного более известной благодаря группе «Битлз», которая записала её для одной из передач «Pop Go The Beatles» на BBC. Запись состоялась 2 июля 1963 года, передача вышла в эфир 16 июля. Основную вокальную партию исполнял Пол Маккартни; версия группы отличалась более живым исполнением, чем оригинальное. В 1994 году данная запись была выпущена на компиляционном альбоме Live at the BBC.
Кроме того, в 1965 году данная песня в исполнении Билли Престона прозвучала в американском телешоу «Shindig!».